# Иван Луковски
Иван Луковски е български възрожденски майстор строител от първата половина на XIX век, известен майстор на каменни сгради.

## Биография
Роден е в стружкото село Луково, тогава в Османската империя, днес в Северна Македония. Построява каменните здания на Бигорския манастир „Свети Йоан Предтеча“, както и на Кичевския манастир „Света Богородица Пречиста“. Гради и мостове, сред които най-известното му произведение е Спилският (Шпилският) мост на Църни Дрим при Дебър – една арка, широка в основата си около 35 m.